# Snamensk (Kaliningrad)
Snamensk (russisch Знаменск (anhörenⓘ); deutsch Wehlau) ist eine Siedlung im Rajon Gwardeisk in der russischen Oblast Kaliningrad im historischen Ostpreußen. Der Ort hat 3820 Einwohner (Stand 1. Oktober 2021) und gehört der kommunalen Selbstverwaltungseinheit Stadtkreis Gwardeisk an.

## Geographische Lage
Die Siedlung befindet sich an der Mündung der Alle (russ. Lawa)  in den Pregel auf einer Höhe von 14 Metern über dem Meeresspiegel, etwa zehn Kilometer südöstlich von Gwardeisk (Tapiau).

## Geschichte
Ursprünglich stand an Stelle des Ortes eine Burg der Prußen (Altpreußen, Prussen), um die herum eine Siedlung namens Velowe entstand, die 1258 urkundlich erwähnt wurde (1326 Wilaw; 1405 Wilouwe, Welouwe). Der Name deutet auf eine heidnische Kultstätte hin (prußisch wele: Seele, Geister der Verstorbenen; welauks, welawa: Seelenacker, Totenacker, Friedhof). Die Burg der Nadrauer wurde vom Deutschen Orden übernommen, jedoch 1281 von Sudauern zerstört.

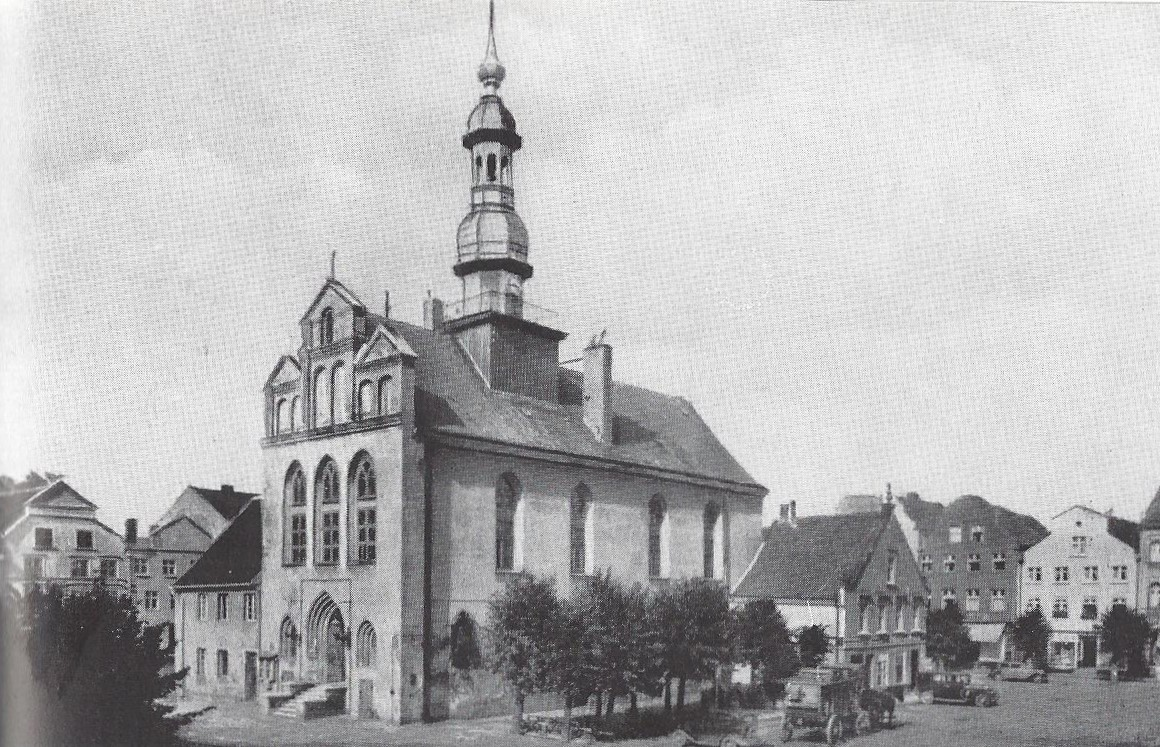
Kriegszerstörtes Rathaus Wehlau

Karte von Wehlau (um 1780)

1336 erhielt Gottfried Hundertmark vom Deutschordenskomtur Heinrich Dusemer mit Erlaubnis des Hochmeisters Dietrich von Altenburg den Auftrag zur Gründung einer Stadt nach Kulmer Recht.
Nachdem die Stadt 1347 von Litauern unter Kęstutis (Kynstut) dem Erdboden gleichgemacht worden war, ließ Hochmeister Winrich von Kniprode eine neue, befestigte Stadt errichten. Aus dieser Zeit stammt die Jacobi-Kirche, eine der ältesten der Provinz.
Im Jahr 1349 wurde in Wehlau auf Veranlassung von Heinrich Dusemer ein Franziskanerkloster gegründet. Im Zuge der Auseinandersetzungen im Franziskanerorden um die Auslegung der Armutsgelübde entstand 1477 ein zweites Franziskanerkloster vor der Stadt, in dem die Brüder nach den Regeln einer strengeren Observanz lebten. Das jüngere der beiden Klöster wurde 1520 im sogenannten Reiterkrieg des Deutschen Ordens gegen Polen von den Einwohnern Wehlaus zerstört, damit es den Feinden nicht als Stützpunkt dienen konnte. Der Deutschordens-Hochmeister vereinigte dann beide Klöster in der Stadt. Im Zuge der Reformation wurde es jedoch bereits 1524 aufgehoben.
1440 war Wehlau Gründungsmitglied des Preußischen Städtebundes. Nach dessen Kriegserklärung an den Deutschen Orden 1454 wurde die Stadt vom Orden belagert und 1460 eingenommen. Herzog Albrecht von Preußen bezeichnete Wehlau als seine „liebe Rose“ und soll sich mit dem Gedanken getragen haben, hier statt in Königsberg eine Universität zu errichten.
Während des Zweiten Nordischen Krieges zwischen Schweden und Polen verzichtete am 19. September 1657 König Johann II. Kasimir von Polen im Vertrag von Wehlau auf die Lehnshoheit über das Herzogtum Preußen. Als Gegenleistung für die Wiederherstellung der Souveränität des Herzogtums Preußen trat Kurfürst Friedrich Wilhelm von Brandenburg aus dem Bündnis mit Schweden aus. Der Vertrag von Wehlau wurde im Erneuerungsvertrag von Warschau 1677 bestätigt.

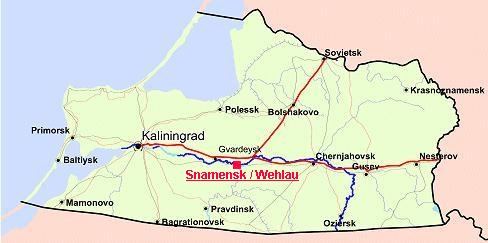

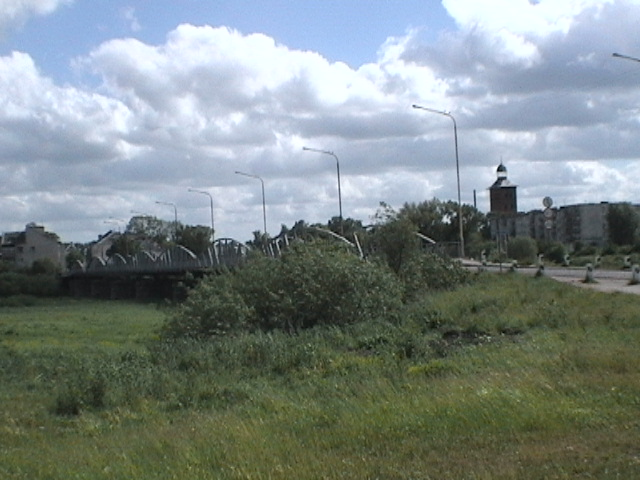
Pregelbrücke, im Hintergrund der Turm der Stadtkirche

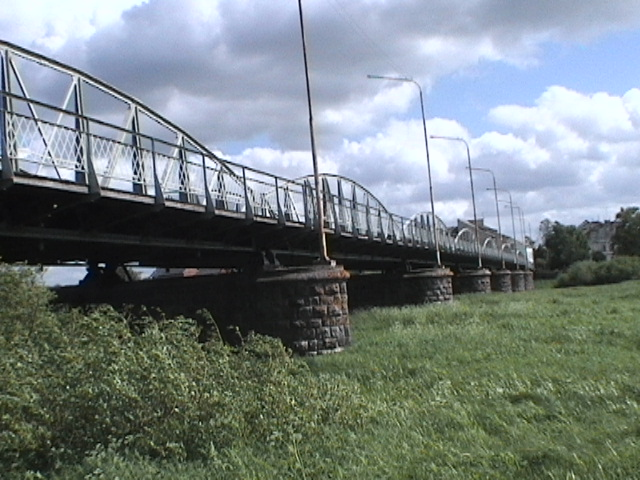
Eiserne Pregelbrücke, erbaut 1880

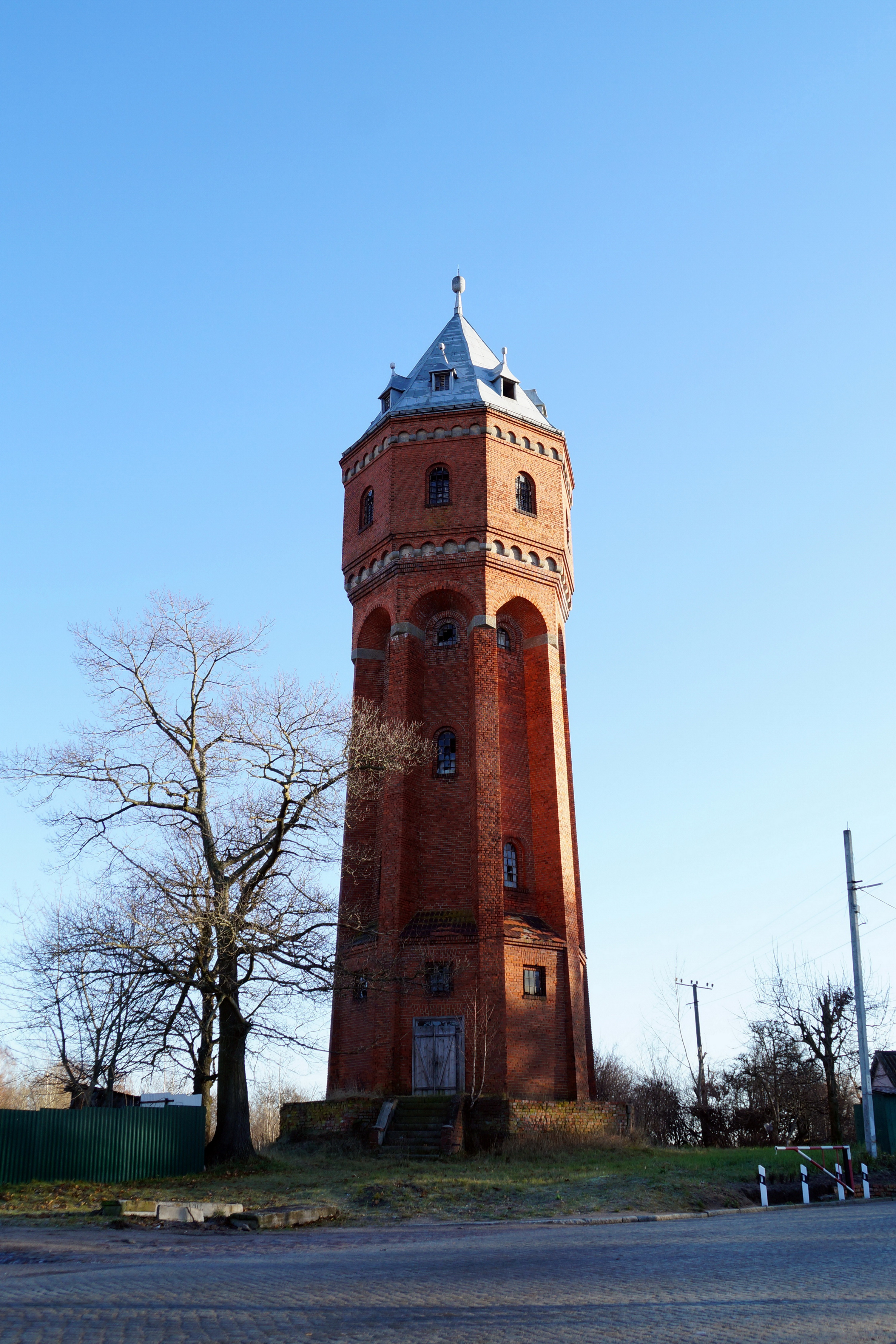
Wasserturm von 1913

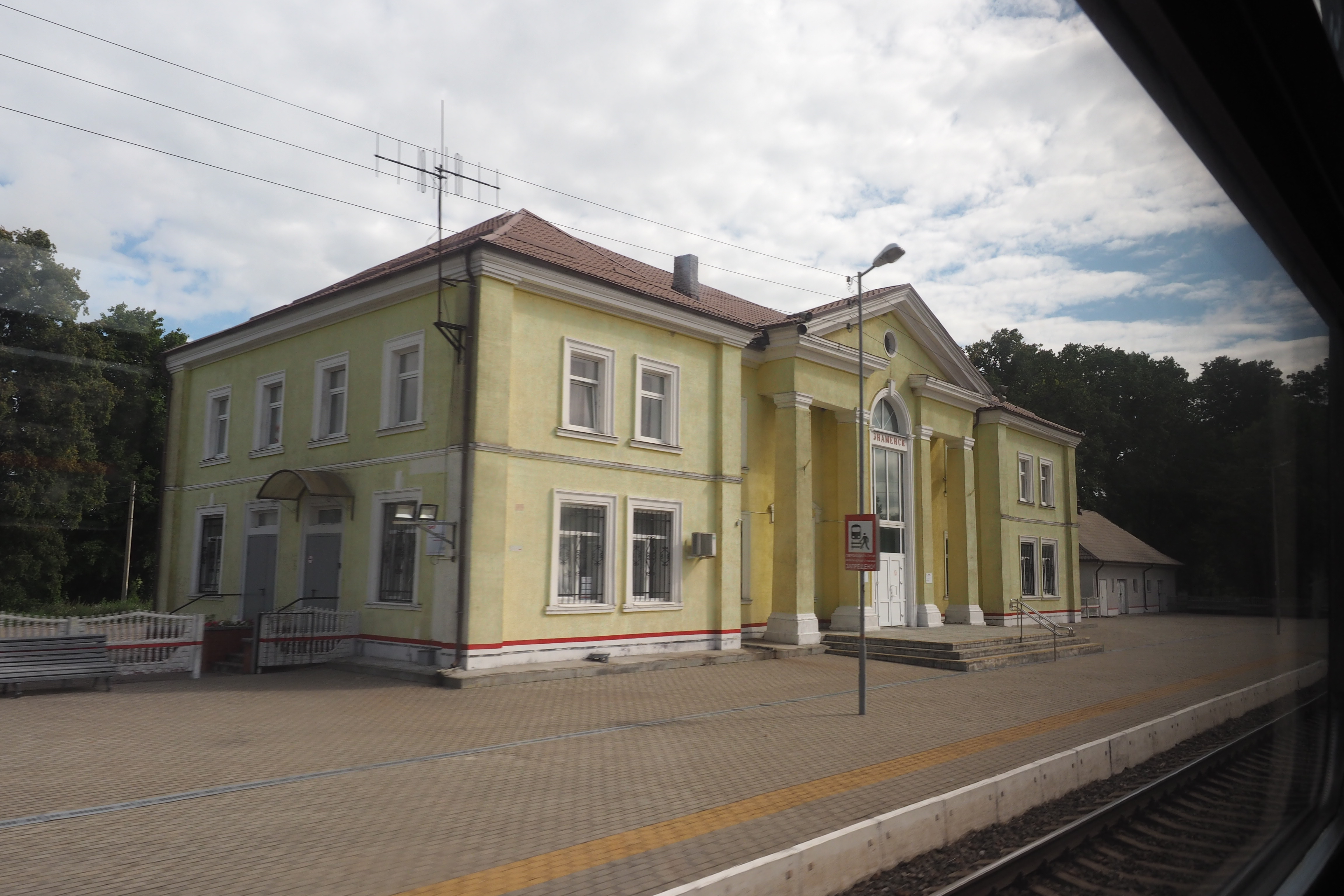
Bahnhof

Bekannt wurde Wehlau in der Folgezeit durch den Pferdehandel. Anfang Juli jeden Jahres fanden große Pferdemärkte statt, mit einem Auftrieb von bis zu 10.000 Pferden. 1852 wurde die Provinzial-Heil- und Pflegeanstalt Allenberg eröffnet. Am Anfang des 20. Jahrhunderts hatte Wehlau eine evangelische Kirche, eine Realschule, eine landwirtschaftliche Winterschule und war Sitz eines Amtsgerichts.
Das Land- und Stadtgericht Wehlau wurde 1821 aus dem Stadtgericht Wehlau und dem Justizamt Wehlau gebildet. 1849 wurden in Preußen die Patrimonialgerichte abgeschafft und es entstand das Kreisgericht Wehlau. Ab 1879 gab es das Amtsgericht Wehlau.
Von  1818  bis 1945 war die Stadt Verwaltungssitz des Landkreises Wehlau  im Regierungsbezirk Königsberg der Provinz Ostpreußen des Deutschen Reichs. Zum Kreis gehörte die Nachbarstadt Tapiau.
Im Januar 1945 wurde das Kreisgebiet durch die Rote Armee besetzt. Die Altstadt mit ihrem rechteckigen Grundriss und den vielen Giebelhäusern wurde seither fast völlig zerstört. Die ansässige Bevölkerung wurde, sofern sie nicht bereits geflüchtet war, in der Folge vertrieben und durch Siedler aus der Sowjetunion ersetzt. 1947 wurde Wehlau in Snamensk (übersetzt in etwa Bannerstadt) umbenannt. Dabei verlor der Ort seine Stadtrechte und wurde als Siedlung städtischen Typs klassifiziert. Bei der Einrichtung der Landgemeinde Snamenskoje im Jahr 2005 verlor Snamensk auch diesen Status und wird seitdem als einfache Siedlung eingestuft. 2014 wurde der Ort in den neu gebildeten Stadtkreis Gwardeisk eingegliedert.

### Snamenskoje selskoje posselenije 2005–2014
Die Landgemeinde Snamenskoje selskoje posselenije (ru. Знаменское сельское поселение) wurde im Jahr 2005 eingerichtet. Zur Snamenskoje selskoje posselenije gehörten zehn jeweils als „Siedlung“ (russisch: possjolok) eingestufte Ortschaften, die zuvor schon von Snamensk aus verwaltet worden waren oder dem Dorfbezirk Oserski selski okrug angehört hatten. Im Jahr 2014 wurden die Orte der Landgemeinde in den Stadtkreis Gwardeisk eingegliedert.
| Ortsname                           | deutscher Name |
| ---------------------------------- | -------------- |
| Bolschaja Poljana (Большая Поляна) | Paterswalde    |
| Gordoje (Гордое)                   | Bürgersdorf    |
| Jagodnoje (Ягодное)                | Lindendorf     |
| Jelnjaki (Ельняки)                 | Frischenau     |
| Retschnoje (Речное)                | Magotten       |
| Rownoje (Ровное)                   | Romau          |
| Rutschji (Ручьи)                   | Bieberswalde   |
| Snamensk (Знаменск)                | Wehlau         |
| Suchodolje (Суходолье)             | Klein Nuhr     |
| Telmanowo (Тельманово)             | Richau         |

### Demographie
| Jahr | Einwohner | Anmerkungen                                      |
| ---- | --------- | ------------------------------------------------ |
| 1768 | 2017      | [ 9 ]                                            |
| 1782 | 2627      | in 274 Haushaltungen, ohne die Garnison          |
| 1798 | 2387      | [ 9 ]                                            |
| 1802 | 2697      | [ 11 ]                                           |
| 1810 | 2096      | [ 11 ]                                           |
| 1816 | 2601      | davon 2559 Evangelische, 28 Katholiken, 14 Juden |
| 1818 | 2328      | [ 12 ]                                           |
| 1821 | 2801      | in 244 Privatwohnhäusern                         |
| 1828 | 3138      | [ 9 ]                                            |
| 1831 | 3239      | am Jahresende, meist Evangelische                |
| 1875 | 5178      | [ 14 ]                                           |
| 1880 | 5422      | [ 14 ]                                           |
| 1890 | 5385      | davon 69 Katholiken und 67 Juden                 |
| 1905 | 5284      | davon 86 Katholiken, 45 Juden                    |
| 1910 | 5288      | am 1. Dezember                                   |
| 1933 | 7534      | vorwiegend Evangelische                          |
| 1939 | 8606      | [ 14 ]                                           |

| Jahr             | 1959  | 1970  | 1979  | 1989  | 2002  | 2010  | 2021  |
| Anzahl Einwohner | 4.159 | 5.130 | 4.813 | 4.570 | 4.302 | 4.036 | 3.820 |

Anmerkung: jeweils Volkszählungsdaten

## Verkehr
Die Verkehrsanbindung der Landgemeinde Snamensk ist äußerst günstig. Im Norden durchzieht in West-Ost-Richtung die Bahnlinie Kaliningrad (Königsberg)–Gussew (Gumbinnen)–Nesterow (Stallupönen, 1938–1946 Ebenrode) zur Weiterfahrt nach Litauen das Gemeindegebiet. Bis 1945 war Wehlau Ausgangspunkt der 1911 eröffneten Bahnstrecke nach Friedland und Bartenstein, die 1916 bis nach Heilsberg (polnisch: Lidzbark Warmiński) verlängert wurde. Nach 1945 wurden die Bahnanlagen bis Bartoszyce demontiert.
Von Norden nach Süden verläuft die russische Fernstraße R 514 (ehemalige deutsche Reichsstraße 142), die in Snamensk von der West-Ost-Fernstraße R508 gekreuzt wird.

## Schulwesen
In Wehlau gab es wahrscheinlich bereits im 16. Jahrhundert Anfänge einer evangelisch geprägten höheren Lehranstalt. 1541 wird Thom. Rohden als Schulmeister genannt. Die Schule entwickelte sich bald zu einem ordentlichen Gymnasium und entließ zur Universität. Sie wurde von Bürgermeister Steinfeld besonders gefördert und konnte 1729 in einen Neubau umziehen. 1810 verlor sie den Status einer vollwertigen höheren Schule mit Abitur-Abschluss. Nachdem sie 1843 als Bürgerschule zu einer Realschule erweitert worden war, erhielt sie später den Status einer Realschule 2. Ordnung mit Latein als Pflichtfach.

## Kirchen

### Orthodox
In den 1990er Jahren entstand in Snamensk ein neues orthodoxes Gotteshaus. Die dortige Gemeinde gehört zur Diözese Kaliningrad und Baltijsk der Russisch-orthodoxen Kirche.

### Katholisch

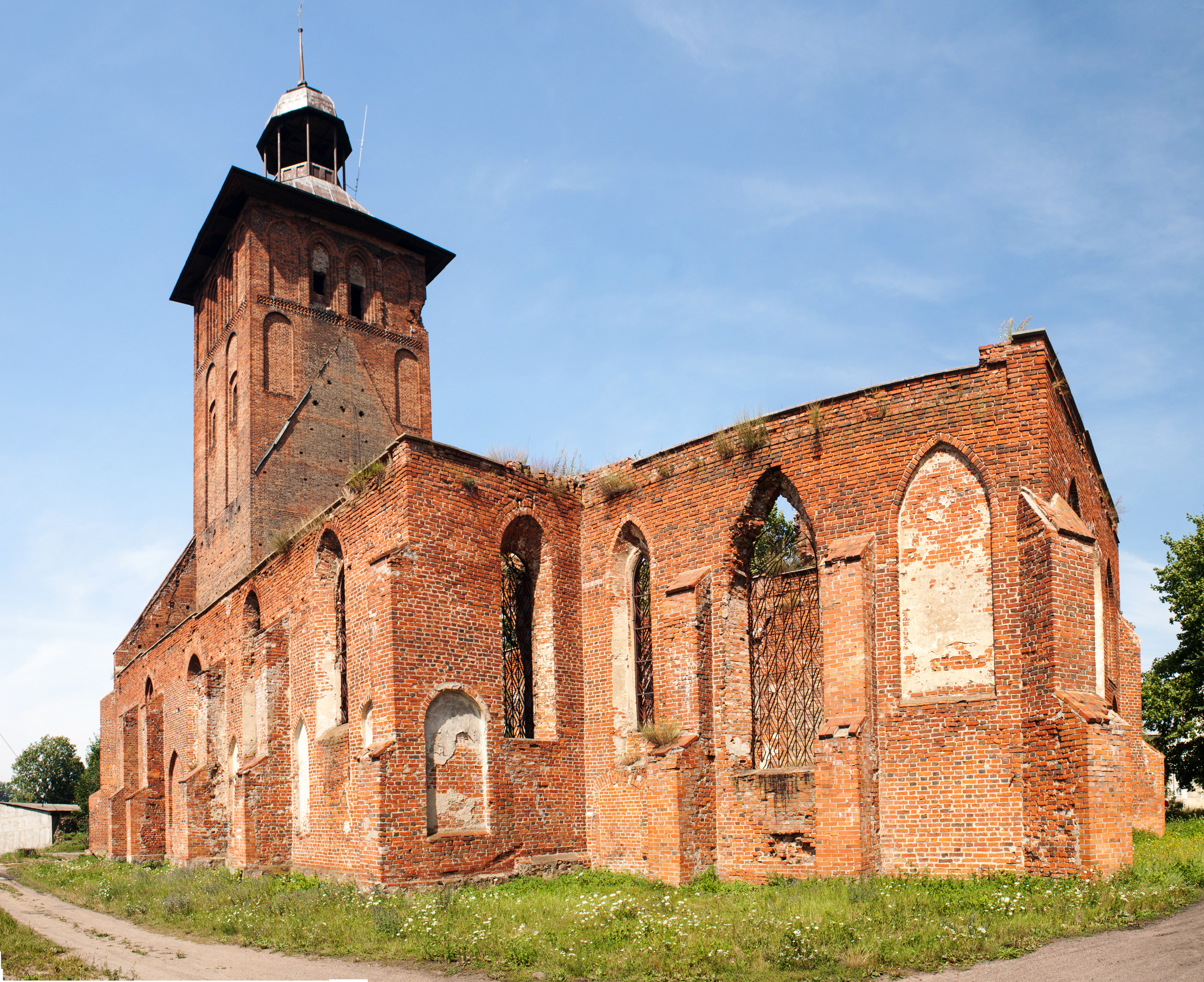
Ruine der im Jahr 1349 erbauten evangelischen St.-Jacobi-Kirche

Die einstige katholische Kirche von 1928 wurde nach zähen Verhandlungen wieder zurückgegeben. Mit umfangreichen Renovierungsarbeiten wurde 2010 begonnen. Im Jahre 2012 konnte das wiedererstellte Gotteshaus seine Weihe als Kirche der schmerzensreichen Gottesmutter empfangen. Die Orgel stammt vom einzigen russischen Orgelbauer Pawel Tschilin, hat 14 Register über zwei Manuale und Pedal.

### Ehemalige evangelische Pfarrkirche St. Jacobi
Die ehemalige evangelische Stadtkirche St. Jacobi, ein spätgotischer Hallenbau aus der Ordenszeit von 1349, ist nach ihrer Kriegszerstörung als Ruine erhalten.

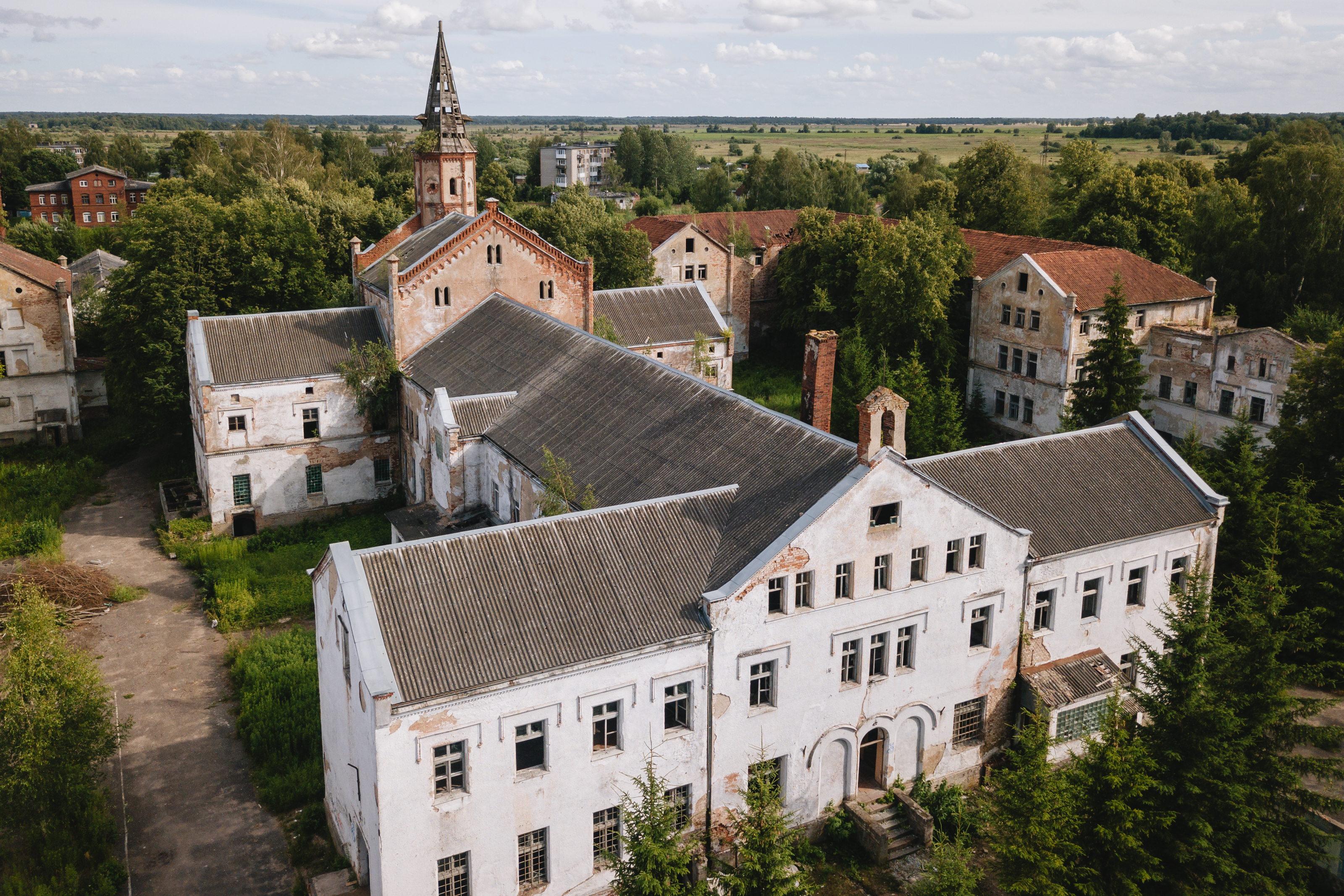
Psychiatrische Klinik Allenberg mit Anstaltskirche

Seit der Reformationszeit bestand in Wehlau mit seiner mehrheitlich evangelischen Bevölkerung bis 1945 eine evangelische Kirchengemeinde mit einem weitflächigen Kirchspiel. Die Reformation hielt nach Pfingsten 1524 Einzug in die Stadt. Wehlau gehörte zum gleichnamigen Kirchenkreis in der Kirchenprovinz Ostpreußen der Kirche der Altpreußischen Union.
Nach 1945 war in der Zeit der Sowjetunion kirchliches Leben nicht erlaubt. Erst in den 1990er Jahren bildeten sich in der russischen Oblast Kaliningrad neue evangelische Gemeinden, von denen die in Bolschaja Poljana (Paterswalde) Snamensk am nächsten liegt. Sie ist in die Propstei Kaliningrad innerhalb der Evangelisch-Lutherischen Kirche Europäisches Russland eingegliedert.

### Ehemalige Allenberger Kirche
Im südlichen Stadtteil Allenberg (russisch: Chlebnikowo) gab es außerdem die Gemeinde der Provincial Heil- und Pflegeanstalt Allenberg (früher auch Irrenanstalt genannt).

### Ehemalige Klöster
Von den zwei mittelalterlichen Franziskanerklöstern in Wehlau und ihren Kirchen sind heute keine Spuren mehr bekannt.

### Evangelischer Kirchenkreis Wehlau
Der Kirchenkreis Wehlau bestand bis 1945 und war Teil der Kirchenprovinz Ostpreußen innerhalb der Kirche der Altpreußischen Union. Im Bereich des Kirchenkreises gab es zwölf Pfarrorte mit den dazugehörigen Kirchspielen:
| Name (bis 1946) | Heutiger Name                     |
| --------------- | --------------------------------- |
| Allenburg       | Druschba                          |
| Goldbach        | Slawinsk                          |
| Groß Engelau    | Demjanowka                        |
| Groß Schirrau   | Dalneje                           |
| Grünhayn        | Krasnaja Gorka                    |
| Kremitten       | Losowoje                          |
| Paterswalde     | Bolschaja Poljana                 |
| Petersdorf      | Kuibyschewskoje                   |
| Plibischken     | Gluschkowo                        |
| Starkenberg     | Krasnoborskoje, jetzt: Krasny Bor |
| Tapiau          | Gwardeisk                         |
| Wehlau          | Snamensk                          |

Bis 1928 gehörte auch das Kirchspiel Klein Schönau (russisch: Oktjabrskoje) zur Inspektion Wehlau, das dann aber in den Kirchenkreis Friedland (Ostpr.) (Prawdinsk) umgegliedert wurde.
In den 1990er Jahren entstanden im Gebiet des vormaligen Kirchenkreises Wehlau bisher fünf neue evangelische Gemeinden, und zwar in Bolschaja Poljana (Paterswalde), Druschba, (Allenburg), Gwardeisk (Tapiau) und Talpaki (Taplacken).

## Sehenswürdigkeiten
Wahrzeichen des Ortes ist die Ruine der Pfarrkirche, deren Turm durch Mittel der ehemaligen Bewohner renoviert und mit einer Aussichtsplattform versehen wurde. Die geschichtsträchtige Altstadt von Wehlau wurde 1945 und danach fast vollständig vernichtet. Zu den verlorenen Sehenswürdigkeiten gehören:
- Pfarrkirche mit reicher Ausstattung (als Ruine erhalten)
- Rathaus, mit gotischem Schaugiebel, häufig umgebaut, mit Dachreiter; hier wurde am 19. September 1657 der Vertrag von Wehlau geschlossen
- Steintor, gotisch
- Hakenbuden am Rathaus
- zahlreiche Giebelhäuser des 18. und 19. Jahrhunderts
- Schanze, Platz vor der Stadt, Schauplatz eines der größten Pferdemärkte in Europa

Zu den erhaltenen Sehenswürdigkeiten gehören:
- Wasserturm, erbaut 1913
- Katholische Kirche, erbaut 1929, (unweit des „Alten Friedhofes“)
- Gebäude der ehemaligen Deutschordens-Schule (in dem Gebäude ist heute ebenfalls eine Schule untergebracht)
- Der Alte Friedhof (unweit des Wasserturmes) mit einer Vielzahl erhaltener Grabstätten aus deutscher Zeit. Hervorzuheben ist die sehr gut erhaltene „Erbbegräbnisstätte der Familie Laue auf Pinnau“ aus dem Jahr 1849. Dabei handelt es sich um eine gemauerte Gruft in norddeutscher Backsteingotik am Rande des Friedhofes. Die Inschrift und die massive Tür der Begräbnisstätte sind erhalten geblieben.

Sonstiges:
- Die einstige Altstadt, welche den ehemaligen Marktplatz einschließt, wurde nach dem Krieg nahezu gänzlich ausgelöscht. Von der Vorkriegsbebauung existiert, abgesehen von der Ruine der Pfarrkirche, nur noch ein Gebäude an der ehemaligen Klosterstraße/Ecke Kleine Vorstadt. Vereinzelt wurden Neubauten errichtet. Die einzige Durchfahrtsstraße des Areals befindet sich auf Höhe der ehemaligen Kirchenstraße und Klosterstraße.
- Der einstige Marktplatz und das direkte Umfeld werden seit 2012 komplett umgestaltet. Auf dem nunmehr „Zentralen Platz“ befindet sich ein großer Findling mit der Inschrift „Реконструкция Центральной площади Знаменск – Wehlau год 2012“ (Wiederaufbau/Rekonstruktion des Zentralen Platzes Snamensk – Wehlau im Jahr 2012). Der Platz wird parkähnlich mit Wegen, Skulpturen und Sitzmöglichkeiten neugestaltet. Ein Wiederaufbau oder eine Rekonstruktion alter Gebäude und Straßenzüge ist nicht vorgesehen.

## Persönlichkeiten

### Söhne und Töchter des Ortes
- Caspar Clee (1553–1602), Philologe, Ethnologe, Historiker, Universitätsrektor
- Johann Christoph Strodtmann (1717–1756), Gymnasialdirektor, Mundartforscher und biografischer Lexikograf
- Johann Christian von Pontanus (1742–1813), Generalmajor
- Karl von Preußer (1783–1853), Generalmajor
- Johann Gottlieb Bujack (1787–1840), Gymnasialprofessor und Naturwissenschaftler
- Wilhelm von Knobloch (1794–1854), Generalmajor
- Friedrich Hoffmann (1797–1836), Geologe, Vulkanologe und Hochschullehrer
- Friedrich von Buddenbrock (1815–1894), Generalmajor
- Julius Arnoldt (1816–1892), Philologe und Gymnasialdirektor in Gumbinnen
- Ludwig Kersandt (1821–1892), Wirkl. Geh. Obermedizinalrat
- Eugen Hausbrand (1845–1922), Verfahrenstechnikingenieur, deutscher Apparatebauer und Industrieller
- Georg Eugen Albrecht (1855–1906), evangelisch-reformierter Pfarrer, Hochschullehrer und Missionar
- Ernst Vanhöffen (1858–1918), Zoologe und Forschungsreisender
- Heinrich Stuhrmann (1869–1940), Pfarrer in Wehlau und Abgeordneter des Preußischen Landtags
- Bruno Krüger (1878–1931), Reichsgerichtsrat
- Julius Hallervorden (1882–1965), Arzt und Hirnforscher
- Walter Scheibert (1889–1944), Verwaltungsjurist
- Walter Schütz (1897–1933), Politiker (KPD)
- Erich Behrendt (1899–1983), Maler, Grafiker und Illustrator
- Helmut Vogt (* 1909), Internist, Assistenzarzt und Dozent in Königsberg, Internist in Kiel und Chefarzt in Flensburg, hatte 1941 zur Klärung des Krankheitsbildes der Haffkrankheit beigetragen
- Herbert Pilch (1927–2018), Sprachwissenschaftler, Keltologe und Politiker

### Im Ort wirkende Personen
- Erhardus Sperber (1529–1608), evangelischer Erzpriester von Wehlau, theologischer Schriftsteller
- Albert Lömpcke (1853–1939), Landrat des Kreises Wehlau von 1883 bis 1897
- Hugo Linck (1890–1976), Pastor
- Johannes Zachau (1896–1974), Superintendent in Wehlau

## Patenschaften
Die damalige Kreisstadt Syke (Landkreis Diepholz, Niedersachsen) übernahm in den 1950er Jahren eine Patenschaft für ehemalige Einwohner der einstigen Kreisstadt Wehlau in Ostpreußen. Im Syker Kreismuseum findet sich eine „Wehlauer Heimatstube“ mit entsprechenden Exponaten. Jährlich findet hier auch ein Heimattreffen statt.